# Tamalous
Tamalous är en ort i Algeriet.   Den ligger i provinsen Skikda, i den norra delen av landet, 300 km öster om huvudstaden Alger. Tamalous ligger 65 meter över havet och antalet invånare är 32 579.
Terrängen runt Tamalous är huvudsakligen lite kuperad. Tamalous ligger nere i en dal. Runt Tamalous är det ganska tätbefolkat, med 179 invånare per kvadratkilometer. Närmaste större samhälle är Kerkera, 11,3 km norr om Tamalous. Trakten runt Tamalous består till största delen av jordbruksmark.